# Tachymetr

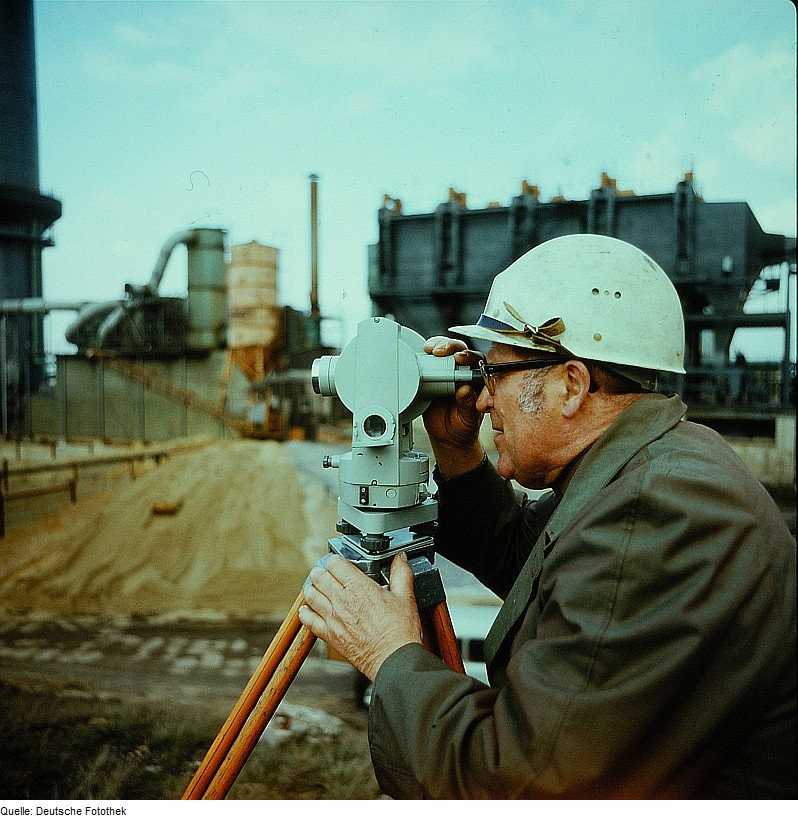
Diagramový tachymetr VEB Carl Zeiss Jena Dahlta 010A

Tachymetr je geodetický přístroj, který umožňuje měřit polární souřadnice (vodorovný úhel, výškový úhel a šikmá vzdálenost). Vznikl doplněním teodolitu, který slouží k určování úhlů, o dálkoměr. 

## Historie
V 19. století bylo při měřické praxi zpravidla odděleno měření polohopisné a měření výškopisné. Rozvoj dopravních staveb ve druhé polovině 19. století si ale vynutil vznik metody, kdy by vznikaly obě složky najednou a podstatně rychleji, než dříve. Tak vznikla tachymetrie (či tacheometrie, odvozeno z tacheo = řecky rychlý a metrie = měření).

## Tachymetry

### Tachymetry s nitkovým dálkoměrem
Nejčastěji byl teodolit doplněn nitkovým dálkoměrem, což technicky znamenalo pouze doplnění nitkového kříže běžného teodolitu o dvě dálkomětné rysky. Tachymetry byly tedy prakticky všechny běžné teodolity dvacátého století. Nitková tachymetrie ale poskytuje malou přesnost 0,30 m / 100m v délce a 0,10 m /100m v určovaném převýšení (pro tehdy v Československu běžně používaný minutový teodolit Zeiss Theo 020). Tato přesnost neodpovídá přesnosti měření úhlů (přesnost 1c odpovídá u stejného teodolitu přesnosti 0,015 m / 100 m a je tedy 20x přesnější).
Pro tuto omezenou přesnost se nitkové tachymetry hodily pro měření v extravilánu. Pro měření v intravilánu nebyly vhodné.
Měření nedávalo přímo polární souřadnice. Ty bylo nutno z naměřených údajů vypočítat. Protože ještě neexistovaly elektronické kalkulačky nebo počítače, získávaly se výsledné hodnoty (vodorovná délka a převýšení) pomocí speciálních tabulek, nomogramů nebo logaritmických pravítek, což bylo časově dosti náročné.

### Tachymetry s diagramovým dálkoměrem
Aby se urychlilo zpracování naměřených hodnot, byly zkonstruovány tachymetry s diagramovými dálkoměry. Namísto pevných dálkoměrných rysek nitkového kříže byl do obrazového pole dalekohledu promítán diagram, kde se vzdálenost dálkoměrných nití měnila v závislosti na výškovém úhlu záměrné přímky. Dále diagram obsahoval třetí nit, která umožňovala odečítat přímo měřené převýšení.
Přesnost diagramových tachymetrů byla srovnatelná s nitkovými tachymetry, značně se ale zkrátil čas nutný na zpracování dat. Příklady těchto tachymetrů jsou VEB Carl Zeiss Jena Dahlta 010, Wild RDS nebo Kern DK-RV.

### Tachymetry s dvojobrazovým dálkoměrem
U některých teodolitů byly použity přesnější, dvojobrazové dálkoměry nasazovací (Zeiss Dimess) nebo vestavěné autoredukční (Carl Zeiss Redta 002, Wild RDH nebo Kern DK-RT), u kterých byla přesnost měření vzdáleností vyšší, jejich hmotnost ale byla větší a dále bylo třeba na každý zaměřovaný podrobný bod umístit dálkoměrnou lať. Dvojobrazové dálkoměry se proto používaly pro určování souřadnic polygonových pořadů. Pro podrobné měření se používaly výjimečně.

### Autoredukční tachymetr se základnou v přístroji BRT 006
Samostatnou kapitolou autoredukčních tachymetrů byl tachymetr se základnou v přístroji VEB Carl Zeiss Jena BRT 006 (Basis Reduktions Tachymeter). Větší hmotnost přístroje, menší přesnost a poněkud nestandardní ovládání bylo vyváženo několika výhodami:
- možnost měřit i na nepřístupné cíle (tuto výhodu plně nahradily až laserové dálkoměry po roce 1999),
- rychlost měření,
- přístroj jako autoredukční tachymetr měřil přímo vodorovné délky a převýšení, což v době před elektronickými kalkulačkami a osobními počítači značně urychlovalo a zjednodušovalo zpracování dat.[5] Tento tachymetr se používal pro podrobné měření polohopisu a výškopisu.

### Totální stanice
Současné totální stanice jsou rovněž "tachymetry".